# D'Aigue d'Iffremont
Œuvres principales
Rodogune, histoire asiatique et romaine
D'Aigue d'Iffremont (dont le prénom est inconnu) était un romancier français du XVIIe siècle. On ne lui connaît qu'une seule œuvre : Rodogune, histoire asiatique et romaine, roman publié en 1667, vingt ans après la tragédie à succès Rodogune de Corneille.

## Œuvre
- Rodogune, histoire asiatique et romaine, Paris, Estienne Loyson, 1667[1]